# 그란 투리스모 6
《그란 투리스모 6》(グランツーリスモ 6, Gran Turismo 6)는 폴리포니 디지털이 2013년 12월 5일에 PS3 기종으로 발매한 레이싱 게임이다.
7개의 코스가 새로 추가되었고, 1,200여 대의 차량이 수록되었다.

## Vision Gran Turismo
전세계의 자동차 회사가 그란 투리스모를 위해 디자인하는 콘셉트 카이다. 현재 총 19개 메이커에서 콘셉트 카를 발표했다.

## 물리 엔진의 발전
그란 투리스모 6의 물리엔진을 제작하는 과정에서 Yokohama Rubber, KW Automotive와 같은 기업과 협업하여, 이 과정에서 얻은 데이터를 반영시켰다.
1. 타이어 모델링: Yokohama Rubber과 연계하여 타이어의 구조, 컴파운드의 구성, 하중과 슬립각으로 인한 코너링 포스 변화와 같은 정보들을 입력하였다.
2. 서스펜션 모델링: KW Automotive의 7 포스트 벤치를 사용하여, 스프링과 댐퍼의 데이터를 얻어 이를 통해 노면입력에 따른 게인과 위상차를 재현하였다.
3. 에어로 다이내믹스: 차량 개발과 모터스포츠 현장에서 사용되는 수치유체역학을 도입하여 공력 성능의 정밀도를 높였다. 보디 형상과 언더 플로어의 조건, 차량 속도에 따른 다운포스 변화가 재현되었다.

## 평가
| 통합 점수           | 통합 점수 |
| 통합사              | 점수      |
| ------------------- | --------- |
| 메타크리틱          | 81/100    |
| 평론 점수           |           |
| 평론사              | 점수      |
| 디스트럭토이드      | 9.0/10    |
| 유로게이머          | 9/10      |
| 패미츠              | 36/40     |
| 게임스레이더+       | [ 5 ]     |
| IGN                 | 8.0/10    |
| 폴리곤              | 9.0/10    |
| Hardcore Gamer      | 4/5       |
| The Daily Telegraph | 100%      |

| 수상                  | 수상                          |
| 평론사                | 수상                          |
| --------------------- | ----------------------------- |
| Eurogamer             | Top 50 best games of the year |
| PlayStation LifeStyle | Racing game of the year       |
| IGN                   | Best racing game              |
| GameTrailers          | Best racing game              |
| G4TV                  | Best graphics (bronze)        |
| G4TV                  | Best audio (bronze)           |
| 3GEM                  | Best PS3 game (runner up)     |
| PSXExtreme            | Most Underrated game          |
| Eurogamer             | Pick of 2013                  |